# Tres (libro)
Tres es el quinto libro de poesía del escritor chileno Roberto Bolaño (1953-2003). Publicado en 2000 en Barcelona por la Editorial Acantilado, se convirtió en el último poemario del autor impreso antes de su fallecimiento. Escrito con una dedicatoria principal a su esposa Carolina López, su estructura consta de tres partes: la primera dedicada al crítico literario Ponç Puigdevall, la segunda al poeta Rodrigo Lira y la tercera al crítico literario Rodrigo Pinto y al escritor Andrés Neuman.
Se publicó el mismo año que su séptima novela, Nocturno de Chile, cuando ya era considerado un escritor reconocido, habiendo editado hacía ya dos años su novela Los detectives salvajes, ganadora de los premios Herralde y Rómulo Gallegos. En general, gozó de buenas críticas especializadas, y ha sido traducido al inglés y al francés.

## Historia editorial
La primera publicación de Tres la realizó la editorial española Acantilado en el 2000, y tres años más tarde el Círculo de Lectores de Barcelona lo reeditó. En 2011 fue traducido por primera vez al inglés por la empresa New Directions de Nueva York, y posteriormente, en 2013 por la londinense Picador. En 2012 se tradujo también al francés por la editorial parisina C. Bourgois.

## Estructura
Como el título del libro lo indica, éste se divide en tres partes:
1. «Prosa del otoño en Gerona»
2. «Los neochilenos»
3. «Un paseo por la literatura»

La primera parte está dedicada al crítico literario catalán Ponç Puigdevall y fechada en Gerona en 1981, donde el escritor vivió entre 1980 y 1985, año en que se mudó con Carolina López a Blanes. Corresponde a treinta y cinco escritos de prosa poética fragmentarios e interrelacionados, contados en tiempo presente.
La segunda parte, dedicada póstumamente al poeta chileno Rodrigo Lira (1949-1981) y fechado en Blanes en 1993, es un extenso poema de 525 versos cortos, contados en tiempo pretérito imperfecto y que si se concatenasen también podrían leerse como prosa poética.
La tercera y última parte, dedicada al crítico literario chileno Rodrigo Pinto y al escritor argentino Andrés Neuman, está firmada también en Blanes, en 1994, y es una sucesión en prosa poética de 57 párrafos numerados, escritos en tiempo pretérito perfecto simple.
«Prosa del otoño en Gerona» ya había sido publicada anteriormente en Fragmentos de la Universidad Desconocida (1992), y fue incluida póstumamente en el compendio de poesía de Bolaño titulado La Universidad Desconocida (2007). «Los neochilenos», por su parte, se editó con anterioridad en 1998 en el segundo número de la revista de poesía Trilce, en Concepción, Chile, y también apareció posteriormente en La Universidad Desconocida, dentro del capítulo titulado «Mi vida en los tubos de supervivencia».

## Argumentos
Las tres partes del libro poseen trazos autobiográficos. En «Prosa del otoño en Gerona», Roberto Bolaño —«R.B.»— se describe viviendo el otoño de sus 28 años en Gerona, Cataluña, sin trabajo ni posibilidades de trabajar, con un permiso de residencia vigente solo por los siguientes tres meses, y con dinero apenas para los próximos cuatro. Una nueva mujer en su vida —la «desconocida», que se corresponde con la figura de Carolina López, a quien el autor conoció por entonces y luego se convertiría en su esposa— lo distrae de perderse en el abismo.
En «Los neochilenos», el narrador cuenta la historia de un viaje realizado junto con su antiguo grupo musical, Pancho y los Neochilenos, desde Santiago hacia el norte de Chile, primero al Norte Chico y luego al Norte Grande, para dar conciertos en pequeños pueblos oscuros y distantes. El vocalista de la banda, Pancho Ferri, les cuenta durante el viaje la historia del Caraculo y el Jetachancho, dos músicos de Valparaíso radicados en El Raval, en Barcelona, que sobreviven gracias al tráfico de droga. Ferri enferma, padeciendo fiebre que lo hace delirar. Al recuperarse, cruzan la frontera con Perú y llegan hasta Lima. El vocalista, esta vez acompañado por una prostituta adolescente, les cuenta ahora la historia de un escritor, autor de un libro titulado Kundalini. El narrador acaba recordando que por entonces todos eran muy jóvenes y que Pancho moriría antes de cumplir los treinta años.
Finalmente, en «Un paseo por la literatura», Bolaño describe un conjunto de cuentos de temáticas literarias, donde se encuentra con distintos escritores en atmósferas oníricas.

## Crítica y análisis de la obra
El propio Roberto Bolaño, en general muy crítico con su propio trabajo, reconoció en una entrevista que este libro de poesía era una de sus obras escritas de las que se sentía más orgulloso:

«Lo que más puedo decir de Tres es que, si me ataran a una silla y me obligaran a leerlo otra vez, la cara no se me caería del todo de vergüenza, que ya es bastante. A veces incluso llego a pensar, llevado por un entusiasmo sin duda irracional, que es uno de mis dos mejores libros.»
Roberto Bolaño.

Para el poeta y narrador chileno Alejandro Zambra, Tres es «un libro desconcertante como todos los libros de Bolaño», una «obra potente, compleja y subversiva», que toca temas ya presentes en el resto de su obra, tales como «el desamor, la muerte, el desarraigo, la identidad, el mito, Latinoamérica, Chile —la ausencia de Chile—, la literatura». La primera parte del libro, «Prosa de otoño en Gerona», la define como un «relato entrecortado, polifónico e intimista», emparentado con la novela Un hombre que duerme de Georges Perec, que «destaca como una pequeña obra maestra». Destaca también de esta primera parte el uso de códigos privados —frases como «momento Atlántida», la «Universidad Desconocida», el «jefe»— que complican y seducen al lector. Con respecto a «Los neochilenos», Zambra resalta su «tinte épico», y su parentesco con lo que para él sería «un guion en verso para una road movie». Finalmente, en cuanto a la tercera parte de «Un paseo por la literatura», dice que «aquí Bolaño practica con maestría el arte de la especulación literaria, tal como en La literatura nazi en América o Amuleto».
Para el poeta, profesor y crítico literario Matías Ayala, si bien lo mejor de la poesía de Bolaño es la serie de poemas sobre detectives de Los perros románticos, Tres es, en su conjunto, su libro de poesía mejor logrado. Ayala conjetura que la prosa de Bolaño es muy superior a su lírica porque en la primera el autor abandonó «el uso lírico de la poesía en primera persona», para asumir en cambio «un hablante estrictamente ficcional». Este cambio de hablante, sostiene Ayala, Bolaño lo logra en Tres con el poema «Los neochilenos». En «Prosa del otoño en Gerona», afirma Ayala, el autor también logra distanciarse de la poesía lírica, esta vez «mediante las elucubraciones hechas en prosa y agrupadas en serie», de forma que pese al tono autobiográfico del narrador y protagonista, se logra «una compleja elaboración literaria». Finalmente, en «Un paseo por la literatura» Ayala opina que «el coloquial sujeto autobiográfico ha podido ser superado definitivamente por las figuras del lector, el narrador (y el detective) que se reúnen en el inconsciente», del mismo modo que en «Los detectives helados» de Los perros románticos.
Al final del libro, Bolaño describe un sueño donde cuida a un pequeño Georges Perec de tres años, a quien pretende mantener a salvo llevándolo a una casa, que sin embargo no sabe dónde está. Esta casa, para el escritor mexicano y amigo del escritor, Juan Villoro, puede simbolizar la literatura del autor. Subraya además el hecho que el sueño parece muy real, carente de subjetividad, y sugiere que tal vez, como parábola, encierre «la asimilación del genio a la inocencia».